# Landkreis Barnim
Barnim er en landkreis i den tyske delstat Brandenburg. Den grænser til Polen, Landkreis Märkisch-Oderland, Berlin, Landkreis Oberhavel og Landkreis Uckermark.

## Historie
Navnet "Barnim" stammer fra det 13. århundrede og var hæftet på skovområderne øst for floden Havel og nord for Spree, hvor adelsmændene havde deres jagt. Det nuværende område er næsten det samme, men en smule mindre end den historiske region.
Landkreisen blev etableret i 1993 ved at sammenlægge de tidligere Kreis Bernau and Kreis Eberswalde samt kommunerne Hohensaaten og Tiefensee fra den tidligere Kreis Bad Freienwalde.

## Geografi
Barnim strakte sig fra floden Oder til udkanten af Berlin. Oder danner den østlige grænse. Herfra foerbinder Oder-Havel-Kanalen Oder og Havel, og den historiske Finow Kanal fører til Eberswalde og videre. Områderne nord for disse vandveje kaldes Schorfheide. Dette er en skovregion med adskillige store søer, f.eks. Werbellinsee (8 km²), Grimnitzsee (8 km²) og Parsteiner See (10 km²). Schorfheide-Chorin er et Biosfærereservat udpeget af UNESCO, som huser adskillige sjældne dyr som Havørn, Stor skrigeørn, Fiskeørn, Sort stork, Bæver og Odder.

## Byer og Kommuner
Kreisen havde 182760 indbyggere pr. 2018-12-31

Byer
(¹ markerer byer der er er del af et amt)
1. Bernau bei Berlin (38825)
2. Biesenthal ¹ (5791)
3. Eberswalde (40387)
4. Joachimsthal ¹ (3419)
5. Oderberg ¹ (2166)
6. Werneuchen (8994)

Amtsfrie kommuner

1. Ahrensfelde (13543)
2. Panketal (20519)
3. Schorfheide (9999)
4. Wandlitz (22937)

| Amter og tilhørende kommuner (* markerer hjemsted for amtsforvaltning ) 1. Biesenthal-Barnim (12205) 1. Biesenthal, Stadt * (5791) 2. Breydin (760) 3. Marienwerder (1725) 4. Melchow (975) 5. Rüdnitz (1972) 6. Sydower Fließ (982) | 2. Britz-Chorin-Oderberg (10108) 1. Britz * (2084) 2. Chorin (2339) 3. Hohenfinow (515) 4. Liepe (655) 5. Lunow-Stolzenhagen (1216) 6. Niederfinow (595) 7. Oderberg, Stadt (2166) 8. Parsteinsee (538) | 3. Joachimsthal (Schorfheide) (5243) 1. Althüttendorf (579) 2. Friedrichswalde (795) 3. Joachimsthal, Stadt * (3419) 4. Ziethen (450) |